# Municipio de St. Joseph (condado de Stearns)
El municipio de St. Joseph (en inglés: St. Joseph Township) es un municipio ubicado en el condado de Stearns en el estado estadounidense de Minnesota. En el año 2010 tenía una población de 1924 habitantes y una densidad poblacional de 24,29 personas por km².

## Geografía
El municipio de St. Joseph se encuentra ubicado en las coordenadas 45°32′9″N 94°19′47″O / 45.53583, -94.32972. Según la Oficina del Censo de los Estados Unidos, el municipio tiene una superficie total de 79.2 km², de la cual 77,93 km² corresponden a tierra firme y (1,6 %) 1,26 km² es agua.

## Demografía
Según el censo de 2010, había 1924 personas residiendo en el municipio de St. Joseph. La densidad de población era de 24,29 hab./km². De los 1924 habitantes, el municipio de St. Joseph estaba compuesto por el 88,51 % blancos, el 0,83 % eran afroamericanos, el 0,73 % eran amerindios, el 2,75 % eran asiáticos, el 5,15 % eran de otras razas y el 2,03 % eran de una mezcla de razas. Del total de la población el 9,67 % eran hispanos o latinos de cualquier raza.